# 6246 Komurotoru
6246 Komurotoru (1990 VX2) là một tiểu hành tinh vành đai chính được phát hiện ngày 13 tháng 11 năm 1990 bởi Tetsuya Fujii và Kazuro Watanabe ở Kitami.